# Pull-back
In matematica, con il termine pull-back, che tradotto letteralmente dall'inglese significa "tirare indietro", ci si riferisce ad un operatore lineare che, dati due spazi vettoriali {\displaystyle {\mathcal {V,W}}} e un operatore lineare {\displaystyle {\mathcal {L}}\colon {\mathcal {V}}\to {\mathcal {W}}}, ad ogni tensore {\displaystyle T\in \mathbf {T} _{q}^{p}({\mathcal {W}})} associa un tensore dello stesso tipo su {\displaystyle {\mathcal {V}}}. Più in generale, questa operazione può essere fatta quando al posto di {\displaystyle {\mathcal {V,W}}} si considerino due varietà lisce {\displaystyle {\mathcal {M,N}}} qualsiasi, sostituendo all'operatore lineare {\displaystyle {\mathcal {L}}} un'applicazione liscia {\displaystyle \Phi \colon {\mathcal {M}}\to {\mathcal {N}}} e al tensore {\displaystyle T} un campo tensoriale liscio su {\displaystyle {\mathcal {N}}}.
Nel definire questa operazione si procede per gradi, mostrando che per certi tipi di tensori (o campi tensoriali) all'applicazione lineare (o alla funzione {\displaystyle \Phi }) non è richiesto che sia un isomorfismo (o diffeomorfismo).
Esiste un operatore "duale" del pull-back che prende il nome di push-forward.

## Esempi
Prima di proseguire la trattazione facciamo due esempi semplici che possano fare luce sul significato dell'operatore.
Siano {\displaystyle {\mathcal {M,N}}} due varietà con dimensione arbitraria, anche diversa, {\displaystyle \Phi \colon {\mathcal {M}}\to {\mathcal {N}}} e {\displaystyle f\colon {\mathcal {N}}\to \mathbb {R} }. Il pull-back di {\displaystyle f} tramite {\displaystyle \Phi } che si denoterà {\displaystyle \Phi ^{*}f\colon {\mathcal {M}}\to \mathbb {R} } risulterà essere semplicemente la composizione di funzioni:
{\displaystyle f\circ \Phi =f(\Phi ).}
Ora consideriamo due spazi vettoriali {\displaystyle {\mathcal {V,W}}} con dimensione finita, non necessariamente uguale, e i rispettivi duali {\displaystyle {\mathcal {V^{*},W^{*}}}}; sia {\displaystyle \alpha \in {\mathcal {W}}^{*}} e {\displaystyle {\mathcal {L}}\colon {\mathcal {V}}\to {\mathcal {W}},} allora il pull-back di {\displaystyle \alpha } tramite {\displaystyle {\mathcal {L}}} definito come {\displaystyle {\mathcal {L}}^{*}\colon {\mathcal {W}}^{*}\to {\mathcal {V}}^{*},} cioè {\displaystyle {\mathcal {L}}^{*}\alpha \in {\mathcal {V}}^{*}} e tale che per ogni {\displaystyle v\in {\mathcal {V}}} sia così definito:
{\displaystyle \langle v,{\mathcal {L}}^{*}\alpha \rangle :=\langle {\mathcal {L}}v,\alpha \rangle .}
L'operatore {\displaystyle {\mathcal {L}}^{*}} prende anche il nome di aggiunto.
Quindi questi due esempi mostrano ciò che fa il pull-back, cioè "tira indietro" i due tensori ed inoltre abbiamo già studiato il caso in cui sia dato un campo tensoriale di tipo {\displaystyle (0,0)}, cioè una funzione scalare, su una varietà e nel secondo caso un tensore di tipo {\displaystyle (0,1)} su {\displaystyle {\mathcal {W}}}.

## Pull-back di tensori (0,p)
Per questo tipo di tensori si generalizza il discorso fatto sopra per i tensori di tipo {\displaystyle (0,1)} ed anche in questo caso gli spazi vettoriali {\displaystyle {\mathcal {V,W}}} potranno non avere la stessa dimensione e quindi {\displaystyle {\mathcal {L}}} non essere invertibile. Consideriamo {\displaystyle T\in \mathbf {T} _{p}^{0}({\mathcal {W}}),} allora si definisce {\displaystyle {\mathcal {L}}^{*}T\in \mathbf {T} _{p}^{0}({\mathcal {V}})} in questo modo: dati {\displaystyle v_{1},v_{2},\cdots ,v_{p}\in {\mathcal {V}}} si ha 
{\displaystyle {\mathcal {L}}^{*}T(v_{1},v_{2},\ldots ,v_{p}):=T({{\mathcal {L}}v_{1},{\mathcal {L}}v_{2},\ldots ,{\mathcal {L}}v_{p}}).}
L'idea alla base di questa definizione è quella di utilizzare la proprietà universale di linearizzazione; infatti se si considera l'applicazione multilineare così definita:
{\displaystyle \phi \colon {\mathcal {W}}^{*}\times {\mathcal {W}}^{*}\times \cdots \times {\mathcal {W}}^{*}\to \otimes ^{p}{\mathcal {V}}^{*}}
{\displaystyle \phi (\beta ^{1},\dots ,\beta ^{p})={\mathcal {L}}^{*}\beta ^{1}\otimes \cdots \otimes {\mathcal {L}}^{*}\beta ^{p},}
con {\displaystyle \beta ^{i}\in {\mathcal {W}}^{*},} per {\displaystyle i=1,\dots ,p,}, per la proprietà universale di linearizzazione questa definisce un'unica applicazione multilineare
{\displaystyle \otimes ^{p}{\mathcal {L}}^{*}\colon \otimes ^{p}{\mathcal {W}}^{*}\to \otimes ^{p}{\mathcal {V}}^{*}}
tale che
{\displaystyle \otimes ^{p}{\mathcal {L}}^{*}(\beta ^{1}\otimes \cdots \otimes \beta ^{p})={\mathcal {L}}^{*}\beta ^{1}\otimes \cdots \otimes {\mathcal {L}}^{*}\beta ^{p}.}
Ora ricordando che ogni {\displaystyle T\in \mathbf {T} _{p}^{0}({\mathcal {W}})}, data una base {\displaystyle \eta _{i}\in {\mathcal {W}}^{*},} per {\displaystyle i=1,\dots ,p,} di {\displaystyle {\mathcal {W}}^{*}}, ammette un'unica scrittura del tipo {\displaystyle T^{i_{1},\dots ,i_{p}}\eta _{i_{1}}\otimes \cdots \otimes \eta _{i_{p}}}, dove abbiamo utilizzato la notazione di Einstein, per linearità si ha l'uguaglianza con la definizione iniziale.
Se ora si considerano due varietà lisce {\displaystyle {\mathcal {M,N}}} con dimensione rispettivamente {\displaystyle m} e {\displaystyle n,} un'applicazione {\displaystyle \Phi \colon {\mathcal {M}}\to {\mathcal {N}}} liscia e un campo tensoriale {\displaystyle T\in \mathbf {T} _{p}^{0}{\mathcal {N}}} liscio, l'operazione di pull-back ci consente di "trasferire" il campo tensoriale su {\displaystyle {\mathcal {M}}}.
Ogni applicazione {\displaystyle \Phi } liscia tra varietà induce un'applicazione lineare, detta tangente e denotata {\displaystyle T\Phi \colon T{\mathcal {M}}\to T{\mathcal {N}}}, tale che per ogni vettore appartenente allo spazio tangente di {\displaystyle {\mathcal {M}}}, in un punto {\displaystyle M}, fa corrispondere un vettore appartenente allo spazio tangente di {\displaystyle {\mathcal {N}}} nel punto immagine {\displaystyle \Phi (M)}. Questa applicazione tangente coincide con lo jacobiano della funzione {\displaystyle \Phi }.
Grazie questa osservazione è banale estendere il pull-back ai campi tensoriali, usando quanto già visto nel caso di campi vettoriali, lavorando puntualmente sulle fibre dei fibrati tensoriali. Infatti {\displaystyle \Phi ^{*}T\in \mathbf {T} _{p}^{0}{\mathcal {M}}} è così definito:
{\displaystyle \Phi ^{*}T|_{M}(X_{1},\ldots ,X_{p})=T|_{\Phi (M)}(T\Phi X_{1},\ldots ,T\Phi X_{p}),}
dove {\displaystyle M} è un punto sulla varietà {\displaystyle {\mathcal {M}}} e {\displaystyle X_{1},\ldots ,X_{p}\in T{\mathcal {M}}}.

## Pull-back di tensori arbitrari
Come nella sezione precedente mostreremo il pull-back per spazi vettoriali e poi estenderemo il tutto alle varietà.
In questo caso si hanno due spazi vettoriali {\displaystyle {\mathcal {V,W}}} con dimensione uguale, un isomorfismo {\displaystyle {\mathcal {L}}\colon {\mathcal {V}}\to {\mathcal {W}}}, e un tensore {\displaystyle T\in \mathbf {T} _{q}^{p}{\mathcal {W}}}; il pull-back, dati {\displaystyle \beta ^{1},\ldots ,\beta ^{p}\in {\mathcal {V^{*}}}} e {\displaystyle v_{1},\ldots ,v_{q}\in {\mathcal {V}}}, per definizione è
{\displaystyle {\mathcal {L}}^{*}T(\beta ^{1},\ldots ,\beta ^{p},v_{1},\ldots ,v_{q})=T({\mathcal {L^{*}}}^{-1}\beta ^{1},\ldots ,{\mathcal {L^{*}}}^{-1}\beta ^{p},{\mathcal {L}}v_{1},\ldots ,{\mathcal {L}}v_{q}),}
dove {\displaystyle {\mathcal {L^{*}}}^{-1}} indica l'inverso dell'aggiunto che esiste perché {\displaystyle {\mathcal {L^{-1}}}^{*}={\mathcal {L^{*}}}^{-1},} infatti
{\displaystyle {\mathcal {L^{*}}}\colon {\mathcal {W^{*}}}\to {\mathcal {V^{*}}},}
{\displaystyle {\mathcal {L^{*}}}^{-1}\colon {\mathcal {V^{*}}}\to {\mathcal {W^{*}}}.}
Quindi la definizione è ben posta e nel caso di tensori {\displaystyle (0,q)} coincide con quella precedente.
Per le varietà si procede in maniera analoga a quanto fatto precedentemente, la differenza è che ora le due varieta {\displaystyle {\mathcal {M,N}}} devono la stessa dimensione e la funzione {\displaystyle \Phi } deve essere un diffeomorfismo; quindi dato un campo tensoriale qualunque su {\displaystyle {\mathcal {N}}}, il suo pull-back risulta essere
{\displaystyle \Phi ^{*}T|_{M}(\alpha ^{1},\ldots ,\alpha ^{p},X_{1},\ldots ,X_{q})=T|_{\Phi (M)}(T\Phi ^{*-1}\alpha ^{1},\ldots ,T\Phi ^{*-1}\alpha ^{p},T\Phi X_{1},\ldots ,T\Phi X_{q}),}
dove {\displaystyle T\Phi } indica sempre l'applicazione tangente e {\displaystyle \alpha ^{i}\in T^{*}{\mathcal {M}}\quad X_{j}\in T{\mathcal {M}}}.

### Esempio
Si consideri il pull-back di un campo vettoriale {\displaystyle X\in T{\mathcal {N}}}; da quanto detto risulta:
{\displaystyle \Phi ^{*}X=T\Phi ^{-1}X\in {\mathcal {M}}.}
Sia ora {\displaystyle \gamma \colon I\in \mathbb {R} \to {\mathcal {N}}} tale che {\displaystyle {\frac {d\gamma }{dt}}=X,\quad \forall t\in I,} e {\displaystyle \gamma (0)=N_{0}}, cioè la soluzione del problema di Cauchy su {\displaystyle {\mathcal {N}}} con dato iniziale {\displaystyle N_{0}}.
Allora si ha che {\displaystyle \Phi ^{-1}\circ \gamma } è soluzione del problema di Cauchy su {\displaystyle {\mathcal {M}}} con dato iniziale {\displaystyle M_{0}=\Phi ^{-1}(N_{0})} del campo vettoriale {\displaystyle \Phi ^{*}X}. Quindi se ora si considera il flusso {\displaystyle \Psi _{t}^{X}} indotto dal campo vettoriale {\displaystyle X} su {\displaystyle {\mathcal {N}}}, il rispettivo flusso del campo vettoriale {\displaystyle T\Phi ^{-1}X} su {\displaystyle {\mathcal {M}}} risulta essere {\displaystyle \Phi ^{-1}\circ \Psi _{t}^{X}\circ \Phi }.

## Espressione sulle basi del pull-back
Nelle sezioni precedenti si è presentato il pull-back in maniera astratta senza far ricorso a basi negli spazi vettoriali interessati o a coordinate sulle varietà perché i tensori, e il calcolo tensoriale, nascono come una struttura algebrica completamente intrinseca allo spazio dove vengono definiti, cioè indipendenti dalla scelta di basi. 
In questa sezione si mostra invece qual è l'espressione del pull-back sulle basi. Siano {\displaystyle e_{1},\dots ,e_{n}\in {\mathcal {V}}} e {\displaystyle \eta ^{1},\dots ,\eta ^{n}\in {\mathcal {V}}^{*}} una base su {\displaystyle {\mathcal {V}}} e la rispettiva base duale su {\displaystyle {\mathcal {V}}^{*}}, e siano {\displaystyle f_{1},\dots ,f_{n}\in {\mathcal {W}}} e {\displaystyle \varphi ^{1},\dots ,\varphi ^{n}\in {\mathcal {W}}^{*}} una base su {\displaystyle {\mathcal {W}}} e la duale su {\displaystyle {\mathcal {W}}^{*}}. L'operatore {\displaystyle {\mathcal {L}}\colon {\mathcal {V}}\to {\mathcal {W}}} rispetto a queste basi ha rappresentazione
{\displaystyle {\mathcal {L}}e_{i}={\mathcal {L}}_{i}^{j}f_{j},}
con {\displaystyle j} indice di riga e {\displaystyle i} di colonna, si è utilizzata la notazione di Einstein (per tutta la sezione se ne farà uso). Di conseguenza {\displaystyle {\mathcal {L}}^{*}} si rappresenta
{\displaystyle {\mathcal {L}}^{*}\varphi ^{i}={\mathcal {L}}_{j}^{i}\eta ^{j}}
in pratica risulta essere la trasposta. Quindi la componente {\displaystyle ({\mathcal {L}}^{*}T)_{j_{1}\cdots j_{q}}^{i_{1}\cdots i_{p}}} su tale base risulta
{\displaystyle {\mathcal {L}}^{*}T(\eta ^{i_{1}},\dots ,\eta ^{i_{q}},e_{j_{1}},\dots ,e_{j_{p}},)=T({\mathcal {L}}_{\quad r_{1}}^{-1\ i_{1}}\varphi ^{r_{1}},\dots ,{\mathcal {L}}_{\quad r_{p}}^{-1\ i_{p}}\varphi ^{r_{p}},{\mathcal {L}}_{j_{1}}^{s_{1}}f_{s_{1}},\dots ,{\mathcal {L}}_{j_{q}}^{s_{q}}f_{s_{q}})={\mathcal {L}}_{\quad r_{1}}^{-1\ i_{1}}\cdots {\mathcal {L}}_{\quad r_{p}}^{-1\ i_{p}}\ T_{s_{1}\cdots s_{q}}^{r_{1}\cdots r_{p}}\ {\mathcal {L}}_{j_{1}}^{s_{1}}\cdots {\mathcal {L}}_{j_{q}}^{s_{q}},}
dove {\displaystyle T_{s_{1}\cdots s_{q}}^{r_{1}\cdots r_{p}}=T(\varphi ^{i_{1}},\dots ,\varphi ^{i_{p}},f_{j_{1}},\dots ,f_{j_{q}}).}
Notiamo che se {\displaystyle {\mathcal {W}}={\mathcal {V}}}, allora {\displaystyle {\mathcal {L}}} è l'applicazione del cambiamento di base e quindi il risultato ottenuto coincide con il comportamento dei tensori rispetto al cambio di base.

## Composizione del pull-back
Sia data una terza varietà {\displaystyle Q} e un diffeomorfismo {\displaystyle \Psi \colon {\mathcal {N}}\to {\mathcal {Q}},} allora il pull-back di un campo tensoriale {\displaystyle T\in \mathbf {T} _{q}^{p}Q} su {\displaystyle {\mathcal {M}}} è il pull-back della composizione di funzioni {\displaystyle \Psi \circ \Phi } che è un diffeomorfismo tra {\displaystyle {\mathcal {M}}} e {\displaystyle {\mathcal {Q}}} e dato che l'applicazione tangente {\displaystyle T(\Psi \circ \Phi )=T\Psi \circ T\Phi }, si ha la seguente relazione:
{\displaystyle (\Psi \circ \Phi )^{*}T=\Phi ^{*}\Psi ^{*}T.}
Da questa relazione, dato che il pull-back della funzione identità è l'identità, si ha:
{\displaystyle \Phi ^{-1*}=\Phi ^{*-1}.}

## Pull-back commuta con la derivata esterna
Date due varietà {\displaystyle {\mathcal {M,N}}}, una funzione liscia {\displaystyle \Phi \colon {\mathcal {M}}\to {\mathcal {N}}}, una q-forma {\displaystyle \theta } su {\displaystyle {\mathcal {M}}}, si ha la seguente uguaglianza:
{\displaystyle \Phi ^{*}\mathbf {d} \theta =\mathbf {d} \Phi ^{*}\theta ,}
dove {\displaystyle \mathbf {d} } indica la derivata esterna.
Si noti che è un'uguaglianza tra {\displaystyle (q+1)}-forme su {\displaystyle {\mathcal {M}}}, difatti questa relazione è verificata se è vera l'uguaglianza tra:
{\displaystyle \Phi ^{*}df=d\Phi ^{*}f,}
dove {\displaystyle f} è una funzione scalare liscia su {\displaystyle {\mathcal {N}}} (quindi può essere vista come una 0-forma su {\displaystyle {\mathcal {N}}}). Ma questa è immediata perché il pull-back di una funzione è semplicemente una composizione di funzioni; infatti:
{\displaystyle \Phi ^{*}df=df\circ T\Phi =d(f\circ \Phi ).}
Da cui ricordando che la regola per la derivata esterna di una {\displaystyle q}-forma {\displaystyle \Omega =\omega _{i_{1}\dots i_{q}}dx^{i_{1}}\wedge \cdots \wedge dx^{i_{q}}} è:
{\displaystyle d\Omega ={\frac {\partial \omega _{i_{1}\dots i_{q}}}{\partial x^{j}}}dx^{j}\wedge dx^{i_{1}}\wedge \cdots \wedge dx^{i_{q}},}
con {\displaystyle i_{1}<i_{2}<\cdots <i_{q},} e {\displaystyle \omega \colon {\mathcal {N}}\to \mathbb {R} } liscia e con somma sugli indici sottintesa (notazione di Einstein).

## Pull-back e derivata di Lie
Tra pull-back e derivata di Lie, di un tensore {\displaystyle T} lungo un campo vettoriale {\displaystyle X}, vi è la seguente relazione:
{\displaystyle {\mathcal {L}}_{\Phi ^{*}X}\Phi ^{*}T=\Phi ^{*}{\mathcal {L}}_{X}T.}
La verifica è immediata ricordando l'espressione della derivata di Lie come derivata temporale e dal fatto che {\displaystyle \Phi ^{*-1}} non dipende dal tempo; da cui:
{\displaystyle {\mathcal {L}}_{\Phi ^{*}X}\Phi ^{*}T={\frac {d}{dt}}\Phi ^{*}\Psi _{t}^{X*}\Phi ^{-1*}\Phi ^{*}T=\Phi ^{*}{\frac {d}{dt}}\Psi _{t}^{X*}T=\Phi ^{*}{\mathcal {L}}_{X}T.}